# Brownie Dutch
Brownie Dutch, pseudoniem van Renaldo Dennis Remy van Tuil (Amsterdam, 1986), is een Nederlandse zanger, rapper en muziekproducent.

## Biografie
Brownie Dutch is een zoon van een Nederlandse moeder en een Surinaamse vader. Op de middelbare school richtte hij met een paar vrienden een rapgroepje op. Ze traden op in buurthuizen en op schoolfeesten. Brownie Dutch nam gitaar- en pianoles, studeerde vervolgens aan de Herman Brood Academie en liep stage op een muziekschool toen hij door Ali B werd benaderd om voor hem te werken als geluidstechnicus. Hij was werkzaam als producent en vanaf 2009 ook als zanger en musicus op nummers van Ali B. Vanaf 2011 kreeg Brownie Dutch een rol als producent en zanger in het televisieprogramma Ali B op volle toeren. Deze rol vervulde hij drie seizoenen. Met Yes-R en Ali B was hij verantwoordelijk voor Rosamunde 2011, een bewerking van een nummer van Dennie Christian dat voortkwam uit Ali B op volle toeren en dat in 2011 een zevende plaats in de Single Top 100 haalde.
In september 2011 zong Brownie Dutch in het televisieprogramma De Wereld Draait Door het Sam Cooke-liedje A Change Is Gonna Come. Dit nummer verscheen op het tweede album DWDD Recordings. Hij produceerde onder andere het nummer Una chica especial, waarmee Alessandro deelnam aan het Junior Songfestival 2012. Samen met Katja Schuurman en Tim Douwsma was hij in 2013 jurylid in dit programma.
In 2013 presenteerde Brownie Dutch het TROS-televisieprogramma De invasie. In de zesdelige reeks bezochten vijf rappers onder leiding van Brownie Dutch dorpen in Nederland, waarbij kennisgemaakt werd met de bewoners en lokale gewoonten en cultuur. Brownie Dutch trad in 2013 ook op in Kerst met de Zandtovenaar, een jaarlijks muzikaal evenement van de RKK, KRO en Zapp. Met zijn single Stupid kind of lover wilde hij jongeren met een yolo-levenshouding meegeven dat het belangrijk is om elkaar trouw te blijven. In 2016 deed hij mee aan het televisieprogramma De beste zangers van Nederland. Brownie Dutch heeft in 2017 de audio en muziek gemaakt voor theatervoorstelling Shaun het Schaap en richtte zijn eigen platenlabel op genaamd Next Level Records. In 2018 was hij te horen in reclame van vakantieaanbieder Prijsvrij met het nummer Summer Breeze. In 2019 was hij samen met Corry Konings te zien in reclame voor de Staatsloterij, waarin ze Corry Koningsdag zongen.
In 2023 deed Brownie Dutch mee aan het televisieprogramma De Alleskunner VIPS waarin hij op de 42ste plaats eindigde.

## Trivia
- Brownie Dutch won in 2011 De Gouden Loekie voor de T-Mobile reclame Altijd Samen met zijn maatje Ali B.
- Brownie Dutch won in 2013 De Nationale Bijbeltest.[6]
- Brownie Dutch kreeg in 2011 en 2015 met zijn inmiddels ex-vriendin een zoon.

## Hitnoteringen
| Single met eventuele hitnotering(en) in de Nederlandse Top 40 | Datum van verschijnen | Datum van binnenkomst | Hoogste positie | Aantal weken | Opmerkingen                                   |
| ------------------------------------------------------------- | --------------------- | --------------------- | --------------- | ------------ | --------------------------------------------- |
| Rosamunde 2011                                                | 2011                  | 26-02-2011            | 38              | 2            | met Yes-R & Ali B/ Nr. 7 in de Single Top 100 |
| Stupid kind of lover                                          | 2014                  | 15-11-2014            | tip13           | -            | Nr. 3 in de iTunes Single Top 100             |
| Corry Koningsdag                                              | 2019                  | 13-04-2019            | tip21           |              | met Corry Konings                             |